# 戰時經濟
战时经济是一國在戰爭時为动员其人民进行軍需生产而采取的一系列措施。各国在戰時採取的措施都不盡相同。许多国家在战争期间開始實施計劃經濟以及配給制，並且實施民事防护以及徵兵制。在全面战争情况下，某些建筑物和阵地经常會被战斗人员视为重要目标。例如二战期間交戰雙方對對方城市和工厂進行战略轰炸。